# اپی‌کوندیل درونی ران
اپی‌کوندیل درونی ران یک اپی‌کوندیل و برآمدگی استخوانی است که در انتهای دیستال طرف میانی استخوان ران جای دارد.
این اپی‌کوندیل در بالای کوندیل داخلی فمور جای دارد و دارای یک برآمدگی است که برای اتصال بخش سطحی یا وارد کردن زردپی از ماهیچه نزدیک‌کننده بزرگ استفاده می‌شود. در این بخش زردپی یک سپتوم ماهیچه‌ای تشکیل می‌دهد که جدایی درونی میان خم‌کننده‌های ران و بازکننده‌های ران را ایجاد می‌کند.
در پشت این اپی‌کوندیل و نزدیک به کوندیل درونی یک سطح خشن وجود دارد که باعث ایجاد سر میانی ماهیچه دوقلو می‌شود.

## نگارخانه

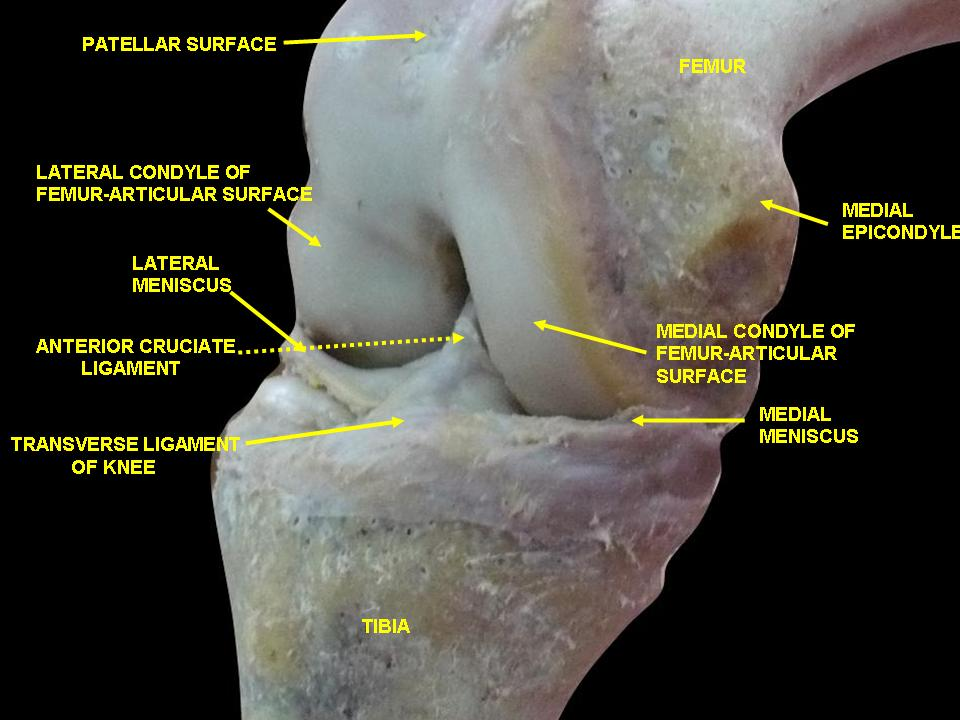
مفصل زانو با تشریح عمیق
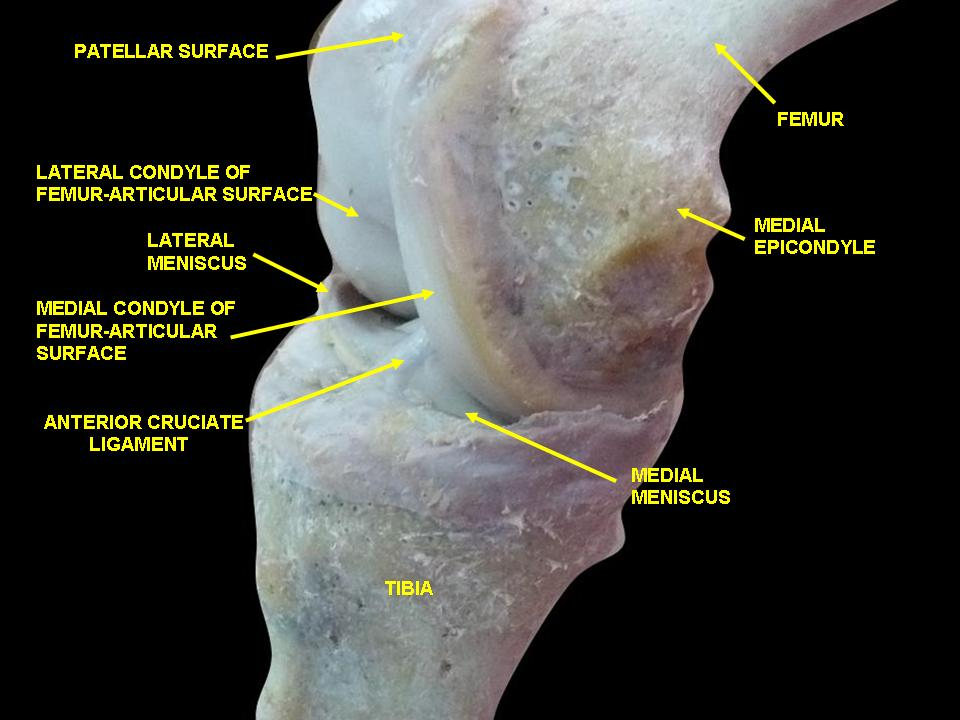
مفصل زانو با تشریح عمیق
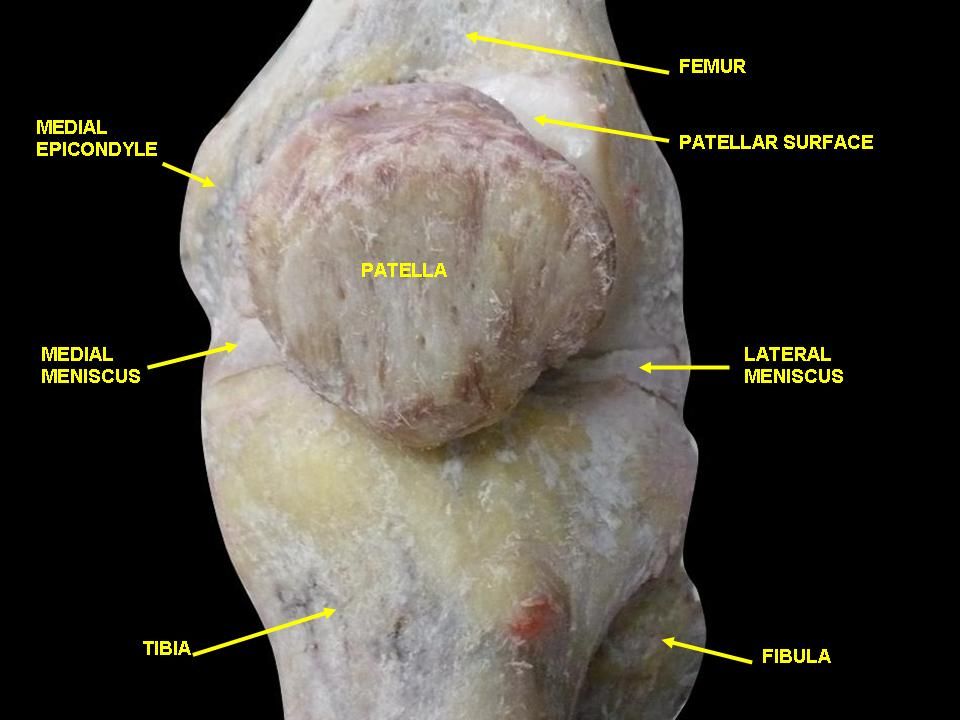
مفصل زانو با تشریح عمیق
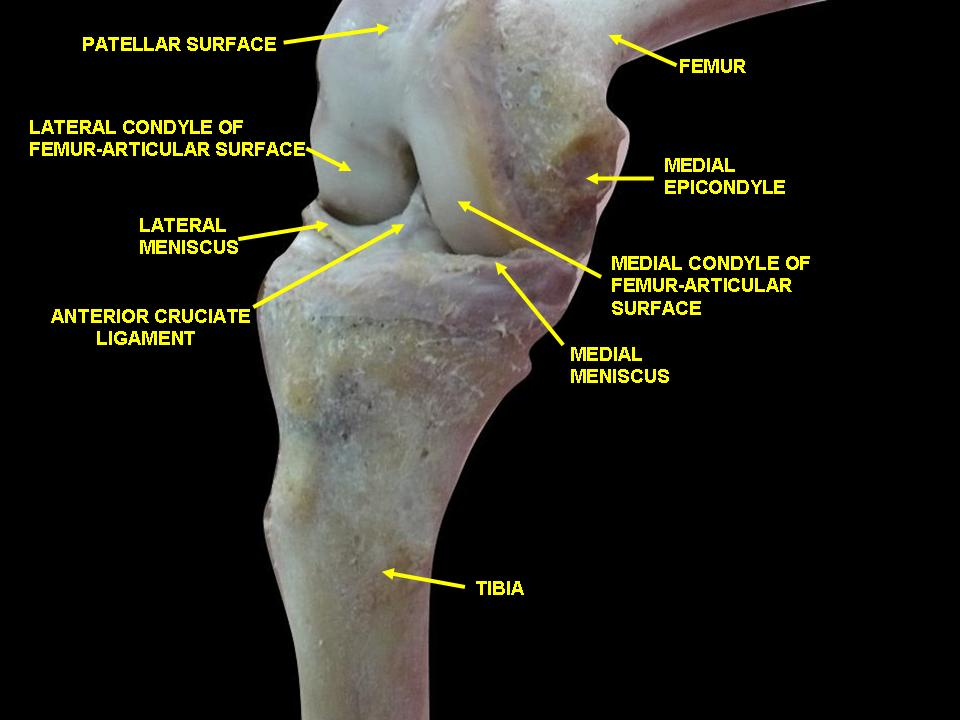
مفصل زانو با تشریح عمیق